# Meinhard Nehmer
Meinhard Nehmer (ur. 13 stycznia 1941 w Bobolinie) – niemiecki bobsleista, wielokrotny medalista olimpijski.
Reprezentował barwy NRD. Bobsleistą został po trzydziestym roku życia, wcześniej był lekkoatletą – specjalizował się w rzucie oszczepem. Na igrzyskach startował dwukrotnie (IO 76, IO 80) i na obu olimpiadach zdobywał medale (łącznie cztery). Największy sukces w sportowej karierze odniósł w roku 1976, kiedy to z Bernhardem Germeshausenem triumfował w dwójkach. Obaj wchodzili także w skład zwycięskiej enerdowskiej czwórki. Cztery lata później czwórka NRD obroniła tytuł, a w dwójkach Nehmer wspólnie z Bogdanem Musiolem zajął trzecie miejsce. Czterokrotnie stawał na podium mistrzostw świata, w 1977 sięgając po złoto w czwórkach.